# Lillafüredi alagút sziklaürege
A Lillafüredi alagút sziklaürege a Bükki Nemzeti Parkban található egyik barlang. Az átjáróbarlang különlegessége az, hogy autóút (a 2505-ös) halad rajta keresztül. A barlangból régészeti leletek kerültek elő.

## Leírás
Lillafüred központjától délre, a völgy talpán, sziklabordában, lakóterületen, a Herman Ottó emlékház közelében vannak ív alakú, átalakított, mesterséges jellegű, vízszintes tengelyirányú, betongalléros bejáratai. A bejáratok szélessége hét méter, magasságuk 3,8 méter. Majdnem észak–déli irányban szeli át a műút. Középső triász mészkőben, Fehérkői Mészkő Formációban alakult ki. Kifagyásos aprózódás és az oldódás hozta létre. Jellemző szelvénytípusa az alagút szelvény.
A 2,5 méter széles betonozás mögött, már csak a mennyezeten látható az egykori barlang természetes felszínének maradványa, amely a betongallér szélénél 70 centiméterrel nyúlik feljebb. Mennyezeti csatorna és hullámkagyló figyelhető meg benne. A vízszintes barlang térformája átjáró. Vízszintes kiterjedése 12,5 méter. Szabadon látogatható, barlangjáró alapfelszerelés sem kell megtekintéséhez.
2004-ben volt először Lillafüredi alagút sziklaürege néven említve a barlang az irodalmában. Előfordul a barlang az irodalmában Lillafüredi-sziklaodu (Bertalan, Schőnviszky 1973–1974), Lillafüredi sziklaodu (Kadić 1915), Lillafüredi-sziklaodú (Kordos 1984), Marikina zera (Kadić 1915) és Marikina Zera cigányasszony barlangja (Regős 2004) neveken is.

## Kutatástörténet
1914. október 27-től október 29-ig próbaásatást végzett a barlangban Kadić Ottokár. A közepén egy két méter széles és hat méter hosszú próbagödröt ásatott a barlang fenekéig. A két méter mély próbagödör alján, a barlang hátsó részében sárga mészkőtörmelékes agyag volt lerakódva. Ebben az agyagban nem találtak kövületet, de a réteget Kadić Ottokár pleisztocénnek gondolta. A barlang nyílása felé lejt a sárga agyag és észrevétlenül megy át a barna törmelékes agyagba, amely csak a barlang első részében van. A barna agyagban sem voltak leletek. A sárga agyag fölé és részben a barna agyagra is szürke tufás agyag rakódott, amelyben szintén nem voltak leletek. Ezeket a rétegeket fekete humusz fedi, amely főleg tűzhelyekből keletkezett és néhány történelemelőtti cserépedénytöredéken kívül kevés, pontosan nem meghatározott recens emlősmaradványt találtak benne.
A barna törmelékes agyag, a szürke tufás agyag és a fekete humusz valószínűleg holocén. A próbaásatásnak nagyon kevés eredménye volt és ezért, bár a teljes kiásatása kis áldozattal járt volna, az ásatást befejezte a barlangban. A rétegeket vizsgálva látható, hogy a nagyon alacsonyan elhelyezkedő barlang mégis tartalmaz sárga, pleisztocén agyagot. A rétegek között nem találták meg a Szinva lerakódásait. Emiatt feltételezhető az, hogy amióta megnyílt a barlang, mindig a patakmeder felett helyezkedett el és a pleisztocénben ezen a völgyszakaszon a Szinva mélyebben folyt, valamint az alapja az itt felhalmozódott, hatalmas mésztufalerakódások miatt egyre inkább emelkedett. Majdnem a barlang nyílásáig ér jelenleg.
Az 1915. évi Barlangkutatásban megjelent, Kadić Ottokár által írt tanulmányban az olvasható, hogy a lillafüredi villatelep elején, a kápolnától 200 lépésre, felfelé van. A kocsiút mellett lévő, kis fenyves felső végén kiugró, balparti sziklavonulat északi oldalán, közvetlenül a völgytalp felett nyílik. Az ívalakú bejárata hat méter széles és két méter magas. A barlang hét méter hosszú és két méter átlagmagassága. Ürege befelé egyre jobban szűkül. A befoglaló kőzetében észak–déli irányban, a rétegzésre merőlegesen, sűrűn vannak a repedések. Egy ilyen repedés irányába esik a sziklaodú főtengelye.

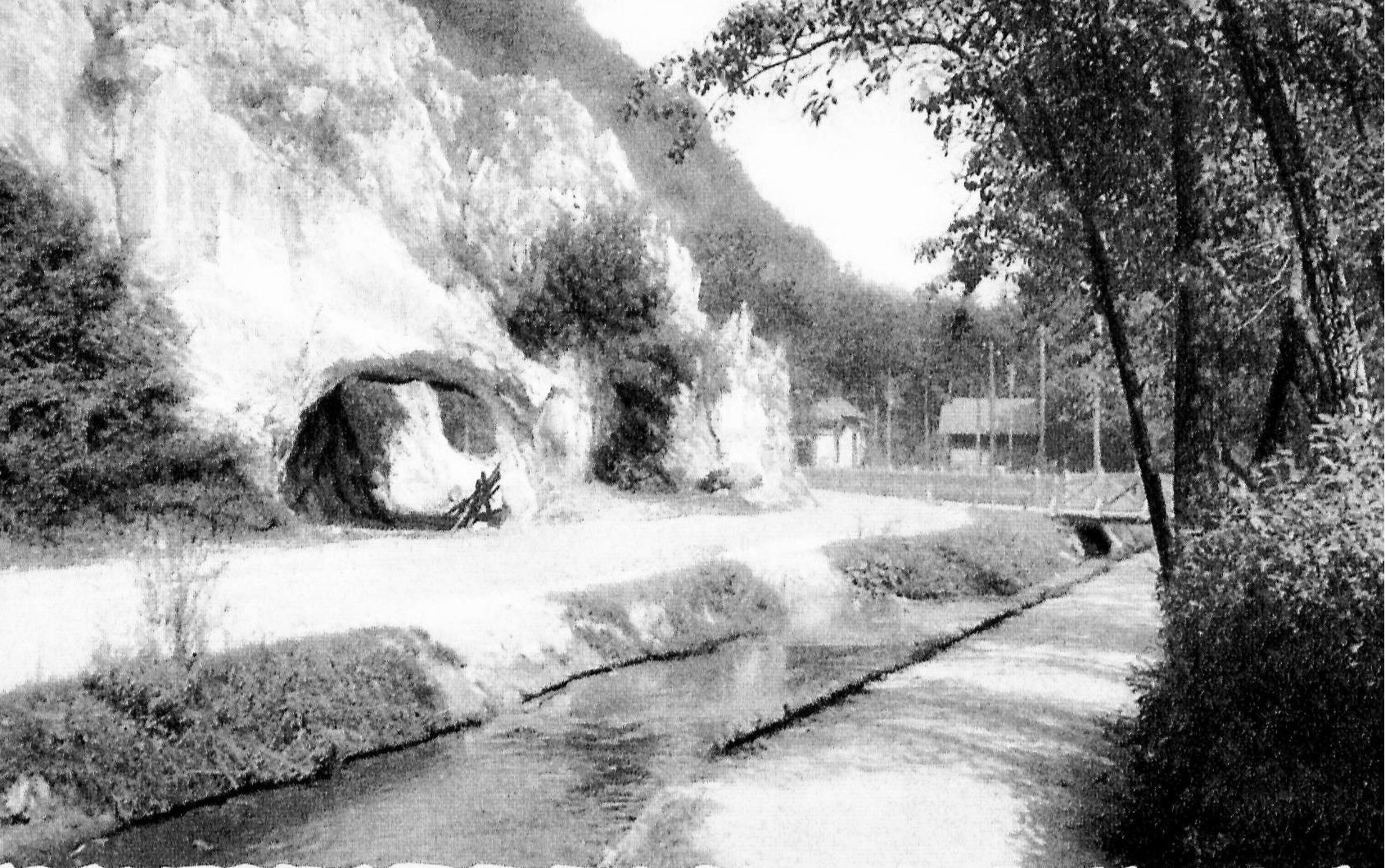
A Lillafüredi alagút sziklaürege 1930-ban

A kőszikla csapásirányában alakult ki az odú kiszélesedő eleje. Régen a barlangban egy Marika nevű cigányasszony élt és ekkortól a falusiak a barlangot Marikina zerának hívták. Kadić Ottokár a Marikina zera név helyett a Lillafüredi sziklaodu név használatát ajánlotta. Az 1930-as években lett átrobbantva, amikor a Felnémet és Lillafüred közötti műút (először 22-es főútnak hívták, ma már 2505-ös közútnak) épült. A Turisták Lapja 1937. évi évfolyamában publikált tanulmány szerint Lillafüreden, a jelenlegi sziklakapu mellett volt, azonban megsemmisült az út és a sziklakapu építésénél. Régen egy cigányasszony élt a kicsi, 7 m hosszú odúban. Állítólag egy zsomboly nyílt a barlang előtt, melyet betömtek. A publikáció egy irodalmi hivatkozás alapján lett írva.
Az 1952-ben befejezett, Kadić Ottokár által írt kéziratban le van írva az 1915. évi leírás alapján. Az ismertetés azzal van kiegészítve, hogy a műút bővítésekor végzett robbantások pusztították el a barlangot. A barlangról szóló rész három irodalmi hivatkozás alapján íródott. Az 1976-ban kiadott, Bertalan Károly és Schőnviszky László által összeállított Magyar barlangtani bibliográfia barlangnévmutatójában meg van említve a Bükk hegységben lévő barlang Lillafüredi-sziklaodu néven. A barlangnévmutatóban meg van említve 1 irodalmi mű, amely foglalkozik a barlanggal.

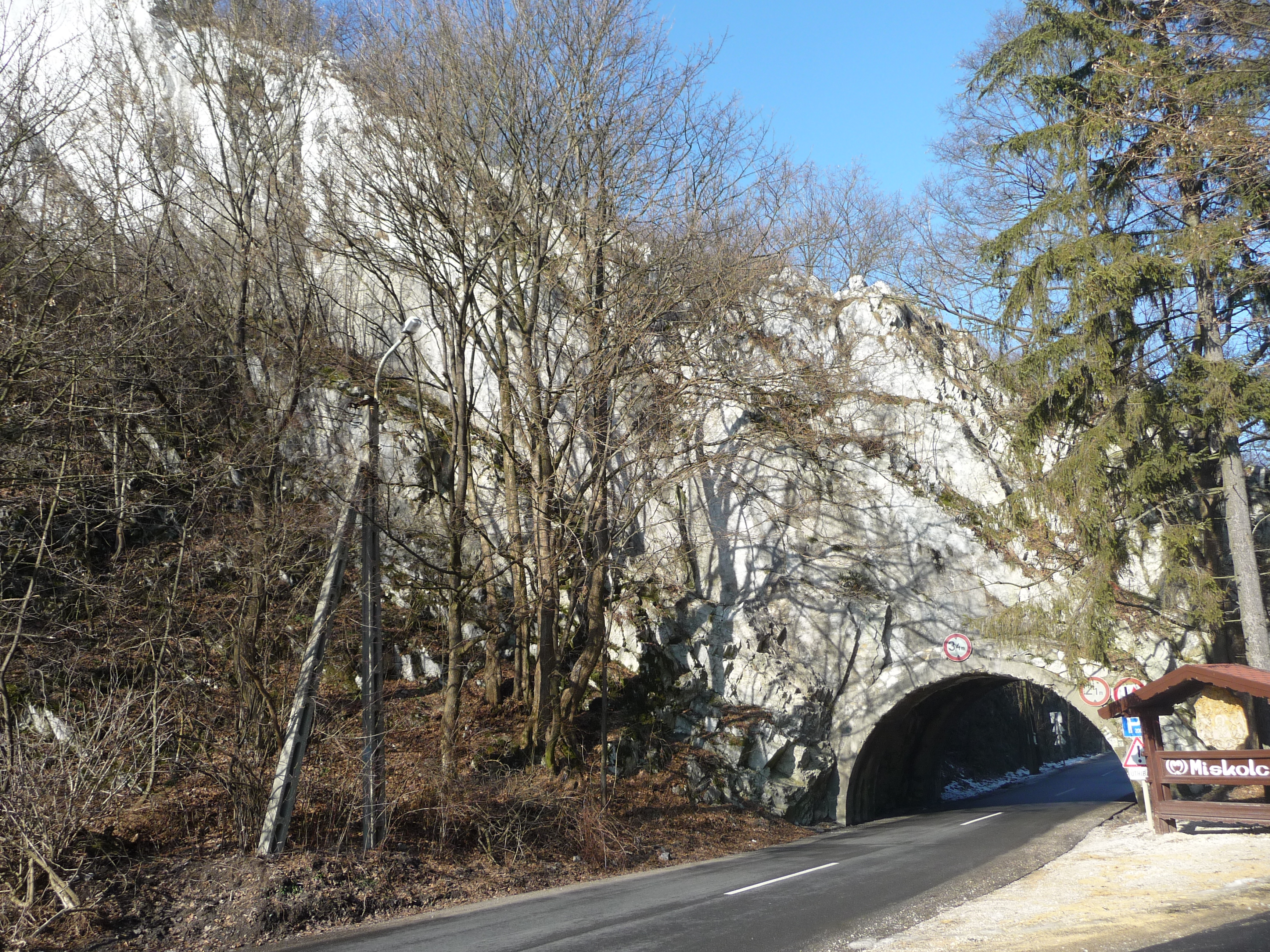
A Lillafüredi alagút sziklaürege

Az 1976-ban befejezett, Magyarország barlangleltára című kéziratban az olvasható, hogy a Bükk hegységben, a miskolci Lillafüreden útépítés miatt megsemmisült Lillafüredi-sziklaodu másik neve Marikina zera. A lillafüredi kápolnától felfelé 200 lépésre, a völgytalp feletti sziklavonulatban volt a 7 m hosszú és 2 m mély, sziklaodú jellegű barlang. A kézirat barlangra vonatkozó része egy kézirat alapján lett írva.
Az 1984-ben napvilágot látott, Magyarország barlangjai című könyv országos barlanglistájában szerepel a Bükk hegységben lévő barlang Lillafüredi-sziklaodú néven Marikina zera névváltozattal. A listához kapcsolódóan látható az Aggteleki-karszt és a Bükk hegység barlangjainak földrajzi elhelyezkedését bemutató 1:500 000-es méretarányú térképen a barlang földrajzi elhelyezkedése. A 2002-ben megjelent, Regős József által írt könyvfejezetben meg van említve, hogy a barlang kevésbé jelentős régészeti anyagot tartalmazott. Regős József 2004. június 7-én felmérte a barlangot, majd a felmérés felhasználásával megszerkesztette a barlang (barlangkataszteri szám: 5352/1) alaprajz térképét, hosszmetszet térképét és keresztmetszet térképét. A térképek 1:100 méretarányban mutatják be a barlangot.
A barlang 2004-ben írt állapotfelvételi kéziratában az olvasható, hogy a vázlatosan felmért barlang 10,4 m hosszú, 4,5 m magas, 4,5 m függőleges kiterjedésű és 12,5 m vízszintes kiterjedésű. A 2013-ban publikált, Varga Gábor által írt tanulmányban, a Borsod-Abaúj-Zemplén megyében lévő Miskolcon elhelyezkedő és 5372-125 barlangkataszteri számú Lillafüredi alagút sziklaürege (másik nevén Lillafüredi-sziklaodú) a teljesen feltárt és elpusztult barlangi régészeti lelőhelyek közé van sorolva. Ennek a barlangnak az esetében nem a megadott szakirodalom, hanem az Országos Barlangnyilvántartás adatai bizonyítják, hogy a lelőhely elpusztult.